# Helma Kissner
Helma Kissner (later Helma Maaß; 23 december 1923, Sensburg in toenmalig Oost-Pruisen) is een Duitse vrouw die tijdens de Tweede Wereldoorlog voor de SS werkzaam was in de concentratiekampen Auschwitz en Natzweiler.

## Jeugd
Kissner werd geboren als dochter van een timmerman en een huisvrouw.
Ze had twee jongere zussen.

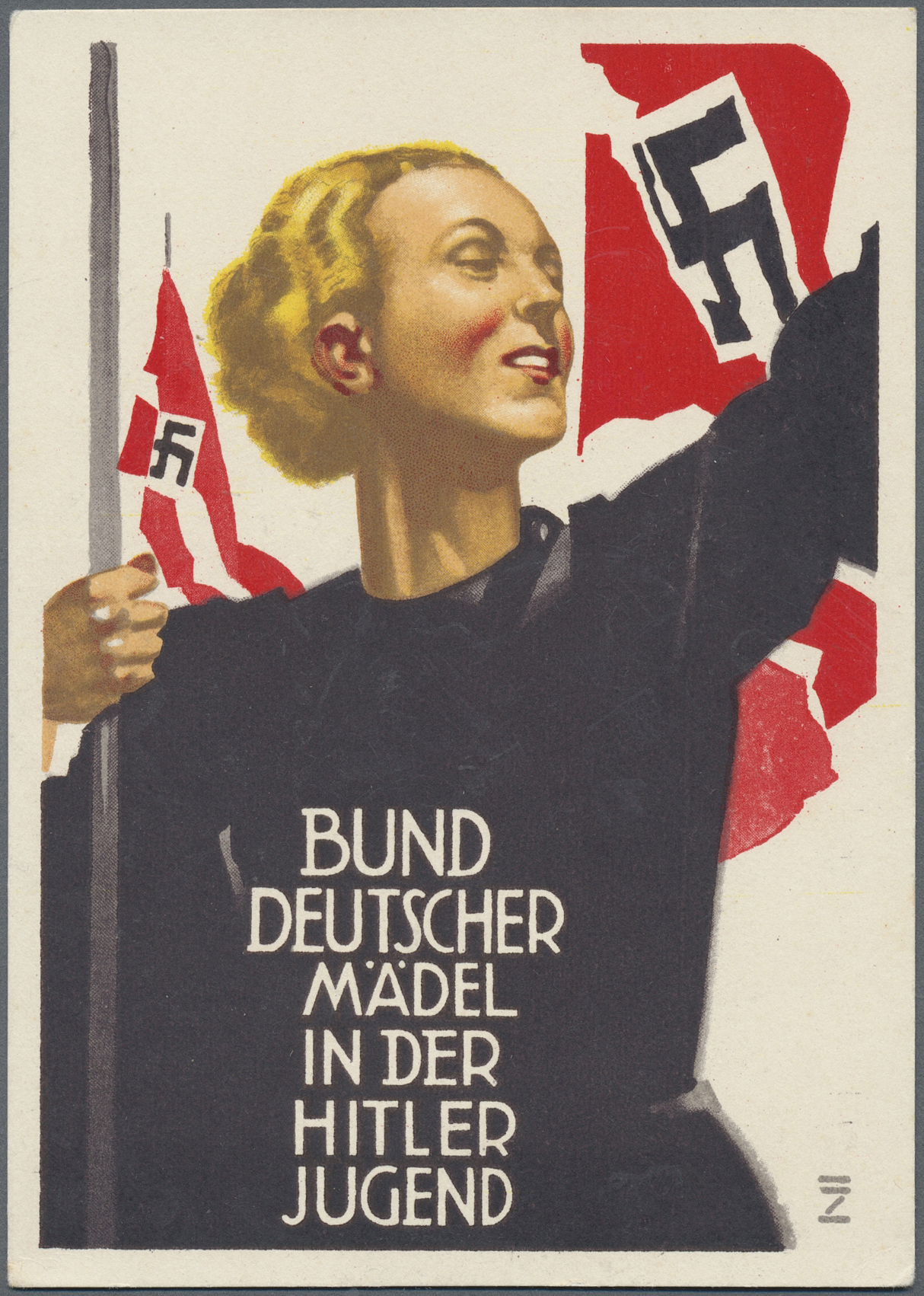
Prentbriefkaart van de Bund Deutscher Mädel uit 1933

Toen ze elf was sloot ze zich aan bij de Bund Deutscher Mädel.
In 1941 werd Kissner lid van de NSDAP.
Ze werkte als geschoold typiste vanaf 1 oktober 1940 voor het Deutsche Arbeitsfront (DAF).
Ze zat bij de Reichsarbeitsdienst van 10 oktober 1941 tot 31 oktober 1942, en daarna weer bij DAF. 
Ze wilde niet werken in de wapenindustrie en meldde zich daarom in april 1943 aan als inlichtingenofficier bij de Waffen-SS.
Het wilde niet vlotten met haar aanmelding.
Op 13 september 1943 schreef zij een brief aan de SS Inlichtingenschool, en verzocht om een spoedig antwoord.
Op 1 oktober 1943 werd ze toegelaten tot de SS-communicatieschool. 

## Auschwitz
Na haar opleiding werkte ze van 21 april 1944 tot 7 juli 1944 als radiotelegrafiste in Auschwitz. 
Ze was toen twintig jaar oud.
Ze ondertekende onder andere een "Geheimhoudingsverklaring" en een "Verklaring over de behandeling van gevangenen". Ze bevestigde de volgende paragrafen in een verdere "Verbintenisverklaring": "Ik moet geheimhouding bewaren over alle maatregelen die uitgevoerd moeten worden tijdens de evacuatie van Joden, ook tegenover mijn kameraden." En verder: "Ik verbind mij ertoe mijn gehele persoon en arbeid te wijden aan de goede uitvoering van deze maatregelen."
Haar werk als radiotelegrafist was minder banaal dan het lijkt.
Er werd vooral gecommuniceerd het Reichssicherheitshauptamt, de overkoepelende veiligheidsdienst van het Derde Rijk, en met het SS-Wirtschafts-Verwaltungshauptamt (SS-WVHA).
Het ging dan bijvoorbeeld over aankondigingen van deportatietreinen, en over de aantallen mensen die waren gedood, en die als dwangarbeider werden gebruikt, en over bestellingen van Zyklon B, een middel waarmee mensen in gaskamers werden vermoord.
Bij haar vertrek kreeg ze een lovend getuigschrift mee waarin onder meer stond: "Goed te gebruiken als radiotelegrafist" en "Mentaal karakter: zeer goed. Geheimhouding: discreet. Filosofische houding: stabiel."

## Natzweiler
Na Auschwitz werkte Kissner, wederom als radiotelegrafist, in concentratiekamp Natzweiler.

## Nasleep van de oorlog
Na de oorlog werd ze tot 18 juli 1948 in verschillende kampen geïnterneerd.
Op 21 maart 1947 verklaarde ze voor een rechtbank in Ludwigsburg dat haar werk als radiotelegrafiste "niet-politiek werk" was geweest.
Ze zou niet hebben geweten wat er was gebeurd in de concentratiekampen Auschwitz en Natzweiler.
Vervolgens hebben vervolgingsautoriteiten tientallen jaren geen interesse gehad in haar.

## Aanklacht en rechtsgang
In 2013 opende het Openbaar Ministerie in Sleeswijk een onderzoek naar Kissner (die inmiddels de achternaam "Maaß" van haar echtgenoot had aangenomen).
Aanleiding was het proces tegen John Demjanjuk in de periode 2009-2011.
In 2015 werd Kissner in staat van beschuldiging gesteld voor medeplichtigheid aan de moord op 266.390 mensen die tussen april en juli 1944 in de gaskamers van Auschwitz zijn vermoord.
De aanklacht besloeg 44 pagina's, en het dossier bestond uit elf delen met in totaal duizenden pagina's, waaronder de persoonlijke SS-dossiers over Kissner.
Ze was nog minderjarig toen ze in Auschwitz werkte en viel dus onder het jeugdrecht.
Volgens de aanklacht heeft ze als "onderdeel van het administratieve apparaat van de SS, de moorden in de gaskamers van Auschwitz-Birkenau" ondersteund, en leverde ze een bijdrage aan het "soepele verloop van het lopende vernietigingsproces".
Volgens de aanklager wist ze waar ze was en wat ze deed: ze was "goed op de hoogte" van de omstandigheden rond de massale vernietiging van mensenlevens en ze wist dat er "massale vergassingen plaatsvonden" in Auschwitz en ze wist ook dat ze "een ondersteunende bijdrage leverde aan het functioneren van de moordmachine" door haar officiële activiteiten.
In 2016 was Kissner 92 jaar oud, en ze woonde in kleine flat op de eerste verdieping van een bejaardenhuis in Neumünster. 
Ze was toen een van de laatste leden van de SS die nog berecht konden worden.
Ze hulde zich in stilzwijgen over haar oorlogsverleden.
Het proces liet geruime tijd op zich wachten vanwege de gezondheidstoestand van Kissner.
Uiteindelijk besloot het Landgericht in Kiel op 9 september 2016 dat ze niet terecht kon staan, omdat ze bijna blind en doof was, en door een ernstige ziekte in dat jaar lichamelijk, geestelijk, en emotioneel niet voldeed aan de basisvoorwaarden voor deelname aan een langdurig proces.

## Voetnoten
1. ↑  Dit is een periode van elf weken. De bron vermeldt ook dat ze acht weken heeft gewerkt.
2. ↑  (en) Auschwitz radio operator ruled unfit to stand trial. The Guardian. Guardian News & Media Limited (Fri 9 Sep 2016). Gearchiveerd op 9 september 2016. Geraadpleegd op 24 februari 2024.